# Aloe dewinteri
Aloe dewinteri là một loài thực vật]] thuộc họ Aloaceae. Đây là loài đặc hữu của Namibia. Môi trường sống tự nhiên của chúng là vùng cây bụi khô khu vực nhiệt đới hoặc cận nhiệt đới and vùng nhiều đá.